# Leucothoe
Leucothoe es un género de plantas fanerógamas perteneciente a la familia Ericaceae, nativo de Asia, América y Madagascar.  Comprende 95 especies descritas y de estas, solo 7 aceptadas.

## Descripción
Son arbustos caducos o perennes que alcanza los 1-3 m tall. Las hojas son alternas, oblogo-lanceoladas de 2-15 cm de longitud. Las flores se producen en racimos de 3-15 cm de longitud, cada flor acampanada de 4-20 mm de longitud, blancas u ocasionalmente rosas.

## Taxonomía
El género  fue descrito por David Don y publicado en Edinburgh New Philosophical Journal 17(33): 159. 1834. La especie tipo es: Leucothoe axillaris (Lam.) D. Don

## Especies aceptadas
A continuación se brinda un listado de las especies del género Leucothoe aceptadas hasta marzo de 2014, ordenadas alfabéticamente. Para cada una se indica el nombre binomial seguido del autor, abreviado según las convenciones y usos.
- Leucothoe acuminata (Aiton) G. Don
- Leucothoe axillaris (Lam.) D. Don
- Leucothoe catesbaei (Walter) A. Gray
- Leucothoe fontanesiana (Steud.) Sleumer
- Leucothoe griffithiana C.B. Clarke
- Leucothoe racemosa (L.) A. Gray
- Leucothoe tonkinensis Dop